# Der schwarze Tanner
Der schwarze Tanner ist eine 1947 von dem Schriftsteller Meinrad Inglin publizierte Geschichte, die in der Schweiz im Jahr 1941 spielt.

## Handlung
Kaspar Tanner ist ein bis bisher unbescholtener Landwirt. Jenseits der Landesgrenze tobt der Zweite Weltkrieg, und die Schweizer Bevölkerung kennt die Hungersnot schon aus der Zeit des Ersten Weltkrieges. Auf Anordnung des Bundesrates und des Agrarbeamten Friedrich Traugott Wahlen muss möglichst viel Naturboden in Ackerland umgewandelt werden. Angesichts der schwierigen Verhältnisse werden auch die Bergbauern verpflichtet, dieser Weisung Folge zu leisten. Kaspar Tanner hält sein Wiesenland für ungeeignet, um hier Gerste oder Kartoffeln anzubauen, und wehrt sich vehement gegen die Anordnung. Behörden sind für ihn ein rotes Tuch. Weil er beginnt, mit Produkten von seinem Hof Schwarzhandel zu betreiben, erhält er den Beinamen Der schwarze Tanner. Auf jede Ermahnung reagiert er verbissen. Jegliche Geldbusse schlägt er aus. Eines Tages taucht die Polizei mit einem Haftbefehl auf und muss den Bauern verhaften. In Gewahrsam isst Tanner nichts und der Richter will ihn vor der Verhandlung im Gefängnis schmoren lassen. Der ehemalige Obergschwendner Kaplan Mettler besucht schliesslich Tanner in dessen Zelle. Tanner vermutet beim Kaplan einen Unterstützer. Dieser redet Tanner bei einem gemeinsamen Essen ins Gewissen und zeigt die Fehleinschätzung der Lage auf. Auch bei sich findet der Kaplan Fehler, die er Kaspar kund tut. Tanner akzeptiert geläutert seine Strafe und schleicht nach seiner Freilassung nach Hause. In der Nacht ankommend, übernachtet er im Heustock und gibt nach dem Erwachen am Morgen dem Vieh Heu.

## Interpretation
Als einen „Freigeist extremster Ausprägung“ bezeichnete Bundesrat Hans-Rudolf Merz den Tanner in einer Rede am 12. Januar 2004. Er stellte aber auch seine negativen Charakterzüge heraus, „dass nämlich Tanner ein Fanatiker, ein Dogmatiker war, selbstsüchtig und wenig solidarisch“. In seinem Kampf gegen die Obrigkeit ähnelt er dem brandenburgischen Kaufmann Michael Kohlhaas.

## Textausgaben
- Die Lawine und andere Erzählungen, Atlantis, Zürich 1947 (Erstausgabe)
- Erzählungen I, Atlantis, Zürich 1968
- Der Schwarze Tanner, Schweizerisches Jugendschriftenwerk, Zürich 1975 (Neuauflage 2006)
- Begräbnis eines Schirmflickers, mit einem Nachwort von Beatrice von Matt, Suhrkamp, Zürich und Frankfurt 1980
- Die Lawine, Der schwarze Tanner, Weihnachtsbüchlein der Buchdruckerei Stäfa, Stäfa 1982
- Der schwarze Tanner und andere Erzählungen, mit einem Nachwort von Thomas Hürlimann, Ammann, Zürich 1985
- Erzählungen Band 1, Gesammelte Werke in zehn Bänden, Ammann, Zürich 1990
- Die Schönsten Erzählungen, Ammann, Zürich 1993

## Künstlerische Umsetzung

### Verfilmung
1985: Der schwarze Tanner – Regie: Xavier Koller, unter anderem mit Otto Mächtlinger (Hauptrolle) und Dietmar Schönherr.

### Hörspiel und Theater
Das Werk wurde von Tino Arnold als Hörnovelle in Schwyzer Mundart bearbeitet. Eine Theaterfassung von Hansjörg Schneider wurde 2007 am Landschaftstheater des Ballenberger Freilichtmuseums aufgeführt.